# Lluís X de Baviera
Lluís X de Baviera (en alemany: Ludwig X, Herzog von Bayern), (Grünwald, 18 de setembre de 1495 - Landshut 22 d'abril 1545) va ser duc de Baviera (1516-1545), juntament amb el seu germà gran, Guillem IV, duc de Baviera. Els seus pares foren Albert IV i Cunegunda d'Àustria, filla de l'emperador Frederic III.

## Biografia
Encara que el seu pare havia determinat l'eterna successió del príncep primogènit el 1506, Lluís va renunciar a la seva carrera eclesiàstica i va reclamar compatir el poder amb l'argument que havia nascut abans que el decret va entrar en vigència. Amb el suport de la seva mare i els Estats Generals, Lluís va obligar el seu germà perquè l'acceptés com a co-regent el 1516. Lluís va rebre llavors els districtes de Landshut i Straubing, i va governar en general, en concordança amb el seu germà.
Igual que el seu germà, va mostrar inicialment simpatia per la Reforma protestant, però va decidir prendre acció en contra davant la seva expansió a Baviera, el 1522. Els dos ducs també van suprimir la revolta dels camperols al sud d'Alemanya, en els seus ducats el 1525. Lluís va reclamar la corona de Bohèmia en oposició als Habsburg, i el seu germà Guillem IV li va donar suport; això va fer que les relacions entre les dues cases fossin tenses, situació que va durar fins a 1534, quan el dos ducs bavaresos van arribar a un acord amb Ferran I a Linz.
Després de la seva visita a Itàlia, Lluís va construir el primer palau renaixentista edificat al nord dels Alps, la residència Landshut, la qual es va modelar (1537 - 1543) seguint el disseny del Palazzo del Te a Màntua.
En no tenir fills, Lluís va ser succeït sense problemes pel seu germà i co-regent Guillem IV. Aquest va ser, finalment, la fi de les divisions del ducat de Baviera. Va tenir una filla il·legítima, Anna von Leonsberg (1525-1556) que es va casar amb Johann Albrecht Widmannstetter (1506-1557).